# Vacunación contra la COVID-19 en Rumania
La vacunación contra la COVID-19 en Rumanía comenzó el 27 de diciembre de 2020. Se anunció que el proceso se dividiría en tres fases. El personal médico sería vacunado primero (primera fase), seguido por la población en riesgo (segunda fase) y finalmente por el resto de la población (tercera fase). También se dijo que Rumania obtendría un total de 10 millones de unidades de vacuna Pfizer - BioNTech, recibiendo 140.000 dosis cada semana. La vacunación se declaró gratuita y no obligatoria.
La primera persona en ser vacunada en el país fue Mihaela Anghel, enfermera del Instituto Nacional de Enfermedades Infecciosas "Matei Balș" de Bucarest, a las 9:00 am. Anghel estuvo entre el personal que atendió a la primera persona infectada del país el 27 de febrero del mismo año. Después de recibir la vacuna, declaró: "Estaba emocionada. Tuve el privilegio de ser la primera persona en ser vacunada en este país. Es la vacuna menos dolorosa que he recibido. Siento y espero ser el comienzo del fin" de esta pandemia".
El 29 de diciembre, el presidente rumano Klaus Iohannis anunció que Rumania ayudaría a Moldavia con una donación de 200.000 dosis de unidades de vacuna COVID-19 en el futuro durante su reunión con el presidente moldavo Maia Sandu en el país. El propio Iohannis fue vacunado el 15 de enero de 2021. Sin embargo, a partir del 1 de febrero de 2021, Moldavia aún no ha iniciado su campaña de vacunación, aunque espera hacerlo a mediados del mismo mes. 
Al 3 de febrero de 2021, a las 18:30 horas, se habían vacunado 620.176 ciudadanos rumanos. De estos, 468,150 habían recibido solo la primera dosis y 152,026 habían recibido también la segunda y última dosis.